# Song of the Islands
Song of the Islands (Brasil: A Canção do Havaí / Portugal: Canção do Hawai) é um filme estadunidense de 1942 dirigido por Walter Lang, com Betty Grable e Victor Mature nos papéis principais.

## Sinopse
Jeff Harper navega para o paraíso tropical Ahmi-Oni com seu ajudante Rusty. Ele está lá em nome de seu pai para negociar terras com Dennis O'Brien. Jeff entretanto se apaixona pela filha de Eileen O'Brien e é então que o pai de Jeff vai até Ahmi-Oni para separá-los. Mas o pai de Jeff também cai sob o feitiço do belo esplendor da ilha.

## Elenco
- Betty Grable ... Eileen O'Brien
- Victor Mature ... Jeff Harper
- Jack Oakie ... Rusty Smith
- Thomas Mitchell ... Dennis O'Brien
- George Barbier ... Jefferson Harper Sr.
- Hilo Hattie ... Palola
- Billy Gilbert ... O pai de Palola
- Lillian Porter ... Paulani